# Ankit Gulia
Ankit Gulia Bahadur Singh (ur. 15 października 2004) – indyjski zapaśnik walczący w stylu klasycznym. Zajął osiemnaste miejsce na mistrzostwach świata w 2024.
Dziesiąty na mistrzostwach Azji w 2024. Trzeci na MŚ kadetów w 2021, a także mistrzostwach Azji U-23 w 2025 i Azji juniorów w 2022 roku. 